# Walker, Texas Ranger
 Walker, Texas Ranger  ist eine US-amerikanische Fernsehserie, die von 1993 bis 2001 produziert wurde. Die Actionserie umfasst eine Pilotstaffel und acht weitere Staffeln mit insgesamt 202 Episoden und einem Fernsehfilm.

## Inhalt
Die Serie handelt von dem Texas Ranger Cordell Walker, der zusammen mit seinem Partner James Trivette auf den Straßen von Dallas für Recht und Ordnung sorgt. In ihrem Bemühen, jeden Verbrecher zur Strecke zu bringen, greifen die Ranger auf ihre Kampfsporterfahrung und ihre fundierte Schießausbildung zurück. Hilfe bekommen sie dabei durch die stellvertretende Bezirksstaatsanwältin Alex Cahill und den ehemaligen Texas Ranger C.D. Parker, in dessen Saloon nahezu jedes Abenteuer beendet wird.

## Hauptfiguren
Walker ist der Held der Serie. Als Kind eines Indianers und einer Weißen musste er die Ermordung seiner Eltern durch Rassisten miterleben und wuchs bei seinem Onkel Ray in einem Indianerreservat auf. Dort hatte er es als Mischling nicht leicht und gewann erst durch späte Anpassung Freunde fürs Leben. Durch die Marines und den langjährigen Aufenthalt in Asien wurde aus ihm der Kämpfer, den er heute darstellt.
Trivette ist der Dienstpartner von Walker. In Baltimore aufgewachsen, machte er zunächst als Footballstar Karriere, musste aber verletzungsbedingt bereits nach einer Saison aufgeben und wurde Polizist und später Texas Ranger. In der Auftaktfolge Schwarze Spinne stirbt Walkers ursprünglicher Kollege Robert Mobley bei einem Schusswechsel und Trivette nimmt dessen Platz ein. In der Folgezeit der verschiedenen Staffeln lernt Trivette kampfkunstmäßig durch Walker und dessen Armeefreund Trent Malloy immer mehr dazu.
Alex Cahill ist die stellvertretende Staatsanwältin von Dallas und allen Beteiligten mehr als freundschaftlich verbunden. Die persönliche Zuneigung zwischen Walker und ihr, die am Ende von Staffel 7 mit der gemeinsamen Hochzeit gekrönt wird, musste allerdings langsam wachsen und bedurfte vieler Prüfungen und noch mehr Geduld von beiden Seiten. Um mit Walker und Trivette dauerhaft zusammenarbeiten zu können, schlug Alex im Verlauf der Serie mehrere für sie selbst ausgesprochen reizvolle Möglichkeiten und Karriereangebote aus. Im Film Walker, Texas Ranger: Feuertaufe bleibt es schlussendlich dem Zuschauer überlassen, zu entscheiden ob Alex, nachdem sie durch eine Kugel getroffen wurde, tot oder nur bewusstlos zusammengebrochen ist.
C. D. Parker ist ein ehemaliger Texas Ranger und Polizist, der sowohl für Walker als auch für Trivette ein Mentor ist und fast alles über die beiden weiß. Nach seiner Pensionierung baute er ein Country-&-Western-Speiselokal mit Live-Musik auf, welches zum bevorzugten Treff aller Beteiligten avancierte. Gelegentlich greift er noch selbst ins Geschehen mit ein, denn er hat trotz seiner Jahre nicht allzu viel verlernt, obwohl sich natürlich sein Alter mitunter negativ bemerkbar macht. Sein kriminalistisches Gedächtnis funktioniert jedoch noch einwandfrei. In der vierten Folge der neunten Staffel stirbt er bei einem Angelausflug, jedoch stellte sich später heraus, dass er vergiftet wurde.

## Besetzung und Synchronisation
| Schauspieler                                                  | Rollenname                        | Zeitraum       | Synchronsprecher                                          |
| ------------------------------------------------------------- | --------------------------------- | -------------- | --------------------------------------------------------- |
| Chuck Norris                                                  | Cordell ‚Cord‘ Walker             | Folge 1.1–9.24 | Jürgen Kluckert                                           |
| Clarence Gilyard Jr.                                          | James ‚Jimmy‘ Trivette            | Folge 1.1–9.24 | Lutz Schnell                                              |
| Sheree J. Wilson                                              | Alex Cahill, später Cahill-Walker | Folge 1.1–9.24 | Gabriele Libbach (Staffel 1–8) Silvia Mißbach (Staffel 9) |
| Gailard Sartain (Folge 1.1) Noble Willingham (Folge 1.2–8.12) | C.D. Parker                       | Folge 1.1–8.12 | Henry König (Folge 1.1) Günter König Rolf Jülich          |
| Floyd Westerman                                               | Onkel Ray                         | Folge 1.1–2.23 | Manfred Steffen                                           |
| Nia Peeples                                                   | Sydney Cook                       | Folge 8.2–9.24 | Marion von Stengel (Staffel 8) Susanne Geier (Staffel 9)  |
| Judson Mills                                                  | Francis Gage                      | Folge 8.2–9.24 | Volker Hanisch (Staffel 8) Tim Knauer (Staffel 9)         |

## Gaststars
| Schauspieler           | Rolle                                    | Titel der Folge                                                       | Jahr      |
| ---------------------- | ---------------------------------------- | --------------------------------------------------------------------- | --------- |
| Marshall R. Teague     | Orson Wade                               | „One Riot, One Ranger“                                                | 1993      |
| Marshall R. Teague     | Harper Ridland                           | „Payback“                                                             | 1994      |
| Marshall R. Teague     | Randy Shrader                            | „Codename: Dragonfly“                                                 | 1996      |
| Marshall R. Teague     | Rudd Kilgore                             | „Last of a Breed: Part 1“ „Last of a Breed: Part 2“                   | 1997      |
| Marshall R. Teague     | Lieutenant Tracton                       | „Fight or Die“                                                        | 1999      |
| Marshall R. Teague     | Emile Lavocat/Mills „Moon“ Lavocat       | „The Final Showdown“                                                  | 2001      |
| Richard Norton         | Rollins                                  | „Storm Warning“                                                       | 1993      |
| Richard Norton         | Mercenary #1                             | „Standoff“                                                            | 1995      |
| Richard Norton         | Simms                                    | „Team Cherokee: Part 2“                                               | 1999      |
| Richard Norton         | Tom Munger                               | „Fight or Die“                                                        | 1999      |
| Richard Norton         | Thug (ungenannt)                         | „Wedding Bells: Part 1“                                               | 2000      |
| Richard Norton         | Frank Scanlon                            | „The Avenging Angel“                                                  | 2000      |
| Richard Norton         | Jonas Graves/ 'flashbacks', Desperado    | „The Final Showdown: Part 1“ „The Final Showdown: Part 2“             | 2001      |
| Luis Guzmán            | Gomez                                    | „Storm Warning“                                                       | 1993      |
| Judith Hoag            | Lainie Flanders                          | „Family Matters“                                                      | 1993      |
| Brian Thompson         | Leo Cale                                 | „Family Matters“                                                      | 1993      |
| M.C. Gainey            | Tingley                                  | „She'll Do to Ride the River With“                                    | 1993      |
| M.C. Gainey            | Craig                                    | „The Bachelor Party“                                                  | 2000      |
| Mary Elizabeth McGlynn | Merilee Summers                          | „Right Man Wrong Time“                                                | 1994      |
| Giovanni Ribisi        | Tony Kingston                            | „Something in the Shadows: Part 1“ „Something in the Shadows: Part 2“ | 1994      |
| Tom Virtue             | Peter Needham                            | „Something in the Shadows: Part 1“ „Something in the Shadows: Part 2“ | 1994      |
| Tobey Maguire          | Duane Parsons                            | „The Prodigal Son“                                                    | 1994      |
| Carli Coleman          | Georgia Douglas                          | „Silk Dreams“                                                         | 1994      |
| James Morrison         | Ned Travis                               | „Mustangs“                                                            | 1994      |
| Danica McKellar        | Laurie Maston                            | „Stolen Lullaby“                                                      | 1994      |
| Ray Wise               | Garrett Carlson                          | „Stolen Lullaby“                                                      | 1994      |
| August Schellenberg    | Billy Gray Wolf                          | „Rainbow Warrior“                                                     | 1994      |
| August Schellenberg    | Billy Gray Wolf                          | „On Sacred Ground“                                                    | 1995      |
| Doris Roberts          | Elaine Portugal                          | „The Big Bingo Bamboozle“                                             | 1995      |
| William Smith          | Silas Quint                              | „Final Justice“                                                       | 1995      |
| Dirk Benedict          | Blair                                    | „Case Closed“                                                         | 1995      |
| Robin Sachs            | Philippe Brouchard                       | „Standoff“                                                            | 1995      |
| Marshall Colt          | Lt. Lee Corbin (in seiner letzten Rolle) | „Whitewater: Part 1“                                                  | 1995      |
| Andrew Divoff          | Carlos Darius                            | „Deep Cover“                                                          | 1995      |
| Andrew Divoff          | Rudy Mendoza                             | „Everyday Heroes“                                                     | 1998      |
| Andrew Divoff          | Alberto Cardoza                          | „Winds of Change“                                                     | 2000      |
| Alex Cord              | Larry Curtis                             | „The Guardians“                                                       |           |
| Carlos Machado         | Himself                                  | „Rodeo“                                                               | 1996      |
| Carlos Machado         | Officer No. 1                            | „Sons of Thunder“                                                     | 1997      |
| Carlos Machado         | Orderly                                  | „Forgotten People“                                                    | 1997      |
| Carlos Machado         | Rodgers                                  | „Fight or Die“                                                        | 1999      |
| Clifton Collins Jr.    | Fito                                     | „El Coyote: Part 1“ „El Coyote: Part 2“                               | 1996      |
| Anthony Zerbe          | Joey Galloway                            | „Break In“                                                            | 1996      |
| William Lucking        | Capt. Shankley                           | „Break In“                                                            | 1996      |
| Robert Englund         | Lyle Eckert                              | „Deadline“                                                            |           |
| Richard Chaves         | Special Agent Samuel Mills               | „Deadline“                                                            |           |
| Keith Szarabajka       | Hendricks                                | „Redemption“                                                          |           |
| Burt Young             | Jack Belmont                             | „Lucky“                                                               |           |
| Burt Young             | Jack Belmont                             | „Small Blessings“                                                     | 1997      |
| Max Martini            | Luke                                     | „A Silent Cry“                                                        | 1996      |
| Rod Taylor             | Gordon Cahill                            | „Redemption“                                                          | 1996      |
| Rod Taylor             | Gordon Cahill                            | „Texas vs. Cahill“                                                    | 1997      |
| Rod Taylor             | Gordon Cahill                            | „Wedding Bells: Part 1“ „Wedding Bells: Part 2“                       | 2000      |
| Terry Kiser            | Charlie Brooks                           | „Mayday“ „Last Hope“ „Iceman“                                         | 1997      |
| Terry Kiser            | Maxwell 'Iceman' Kronert                 | „Iceman“                                                              | 1997      |
| Marco Sanchez          | Detective Carlos Sandoval                | „Sons of Thunder“-„Team Cherokee: Part 2“                             | 1997–1999 |
| James Wlcek            | Trent Malloy                             | „Sons of Thunder“-„Team Cherokee: Part 2“                             | 1997–1999 |
| Mila Kunis             | Pepper                                   | „Last Hope“                                                           | 1997      |
| John Amos              | Pastor Roscoe Jones                      | „Sons of Thunder“                                                     | 1997      |
| James Pickens Jr.      | Staff Sergeant Luther Parrish            | „The Fighting McClains“                                               | 1997      |
| Stephen Quadros        | Corporal John Wesley 'JW' McClain        | „The Fighting McClains“                                               | 1997      |
| Haley Joel Osment      | Lucas Simms                              | „Lucas: Part 1“ „Lucas: Part 2“                                       | 1997      |
| Mackenzie Phillips     | Ellen Simms                              | „Lucas: Part 1“ „Lucas: Part 2“                                       |           |
| Gwen Verdon            | Maisie Whitman                           | „Forgotten People“                                                    |           |
| Gwen Verdon            | Maisie Whitman                           | „Mind Games“                                                          | 1999      |
| David Gallagher        | Chad Morgan                              | „Brainchild“                                                          | 1997      |
| Paul Gleason           | Dr. Harold Payton                        | „Brainchild“                                                          | 1997      |
| Randolph Mantooth      | James Lee Crown                          | „Rainbow's End“                                                       | 1997      |
| Dan Lauria             | Salvatore Matacio                        | „A Father's Image“                                                    | 1997      |
| Kyla Pratt             | Kyla Jarvis                              | „The Neighborhood“                                                    | 1997      |
| „Rowdy“ Roddy Piper    | Cody „The Crusader“ Conway               | „The Crusader“                                                        | 1998      |
| Randy Tallman          | TBD                                      | „The Crusader“                                                        | 1998      |
| Paul Winfield          | Pastor Roscoe Jones                      | „The Soul of Winter“                                                  | 1998      |
| Collin Raye            | Himself                                  | „The Soul of Winter“                                                  | 1998      |
| Danny Trejo            | Joe Lopez                                | „Circle of Life“                                                      | 1998      |
| Danny Trejo            | Jose Rodriguez                           | „Rise to the Occasion“                                                | 1999      |
| Lila McCann            | Kelly Wyman                              | „Eyes of a Ranger“                                                    | 1998      |
| Michael Peterson       | Er selbst                                | „Eyes of a Ranger“                                                    | 1998      |
| Tobin Bell             | Karl Storm                               | „The Wedding: Part 1“ „The Wedding: Part 2“                           | 1998      |
| RuPaul                 | Bob                                      | „Royal Heist“                                                         | 1998      |
| Dean Norris            | Deke Powell                              | „War Cry“                                                             | 1998      |
| Mike Connors           | Judge Arthur McSpadden                   | „Code of the West“ (Gefährlicher Ausflug)                             | 1998      |
| Camilla Belle          | Cindy Morgan                             | „Code of the West“ (Gefährlicher Ausflug)                             | 1998      |
| Lindsey Ginter         | Dirk Morgan                              | „Code of the West“ (Gefährlicher Ausflug)                             | 1998      |
| Lee Majors             | Sheriff Bell                             | „On the Border“                                                       |           |
| Mitch Pileggi          | Paul Grady                               | „Money Talks“                                                         |           |
| Deion Sanders          | Himself                                  | „Rise to the Occasion“                                                | 1999      |
| Deion Sanders          | Himself                                  | „Special Witness“                                                     | 1999      |
| Gary Busey             | Donovan Riggs                            | „Special Witness“                                                     | 1999      |
| James Remar            | Keith Bolt                               | „The Principal“                                                       | 1999      |
| Judy Herrera           | Rachel Falcon                            | „Team Cherokee: Part 1“ „Team Cherokee: Part 2“                       | 1999      |
| Michael Greyeyes       | Brian Falcon                             | „Team Cherokee: Part 1“ „Team Cherokee: Part 2“                       | 1999      |
| Robert Mirabal         | Tall Bear                                | „Team Cherokee: Part 1“ „Team Cherokee: Part 2“                       | 1999      |
| John Schneider         | Jacob Crossland                          | „Jacob's Ladder“                                                      | 1999      |
| Rex Linn               | Leland Stahl/Lester Stahl                | „Way of the Warrior“                                                  | 1999      |
| Randy Savage           | Whitelaw Lundren                         | „Fight or Die“                                                        | 1999      |
| Frank Shamrock         | Dirk 'The Hammer' Savage                 | „Fight or Die“                                                        | 1999      |
| Lane Smith             | Reverend Thornton Powers                 | „Power Angels“                                                        | 1999      |
| Scott Weinger          | Bradley Roberts                          | „Full Recovery“                                                       | 1999      |
| Joe Penny              | Sonny Tantero                            | „Suspicious Minds“                                                    | 1999      |
| Dwight Schultz         | Lloyd Allen                              | „Safe House“                                                          | 1999      |
| Frank Stallone         | B.J. Ronson, Frank Bishop                | „Tall Cotton“                                                         | 1999      |
| Frank Stallone         | B.J. Ronson, Frank Bishop                | „Saturday Night“                                                      | 2001      |
| Tammy Townsend         | Erika Carter                             | „Justice Delayed“                                                     | 2000      |
| Tammy Townsend         | Erika Carter                             | „The Final Showdown“                                                  | 2001      |
| David Keith            | Cliff Eagleton                           | „The Day of Cleansing“                                                | 2000      |
| Sammo Hung             | Sammo Law                                | „The Day of Cleansing“                                                | 2000      |
| Deron McBee            | Luke Warley                              | „Black Dragons“                                                       | 2000      |
| Cary-Hiroyuki Tagawa   | Master Ko                                | „Black Dragons“                                                       | 2000      |
| Mako                   | Edward Song                              | „Black Dragons“                                                       | 2000      |
| Byron Mann             | P.K. Song                                | „Black Dragons“                                                       | 2000      |
| Tzi Ma                 | General Nimh                             | „The General's Return“                                                | 2000      |
| Christopher B. Duncan  | Defense Attorney Lime                    | „The Bachelor Party“                                                  | 2000      |
| Joan Jett              | Dierdre Harris                           | „Wedding Bells: Part 1“                                               | 2000      |
| Mark Cuban             | Groomsmen                                | „Wedding Bells: Part 1“ „Wedding Bells: Part 2“                       | 2000      |
| Tom Bosley             | Minister                                 | „Wedding Bells: Part 1“ „Wedding Bells: Part 2“                       | 2000      |
| Ernest Borgnine        | Eddie Ryan                               | „The Avenging Angel“                                                  | 2000      |
| Michael Ironside       | The Chairman                             | „Winds of Change“ „Lazarus“ „Turning Point“ „Retribution“             | 2000      |
| T. J. Thyne            | Wallace 'The Wizard' Slausen             | „Winds of Change“ „Lazarus“ „Turning Point“ „Retribution“             | 2000      |
| Dionne Warwick         | Dionne Berry                             | „Faith“                                                               | 2000      |
| Barbara Mandrell       | Nicole Foley                             | „Showdown at Casa Diablo: Part 1“                                     | 2000      |
| Jeffrey Dean Morgan    | Jake Horbart                             | „Child of Hope“                                                       | 2000      |
| Robert Fuller          | Ranger Wade Harper                       | „Matter of Principle“                                                 | 2000      |
| Robert Fuller          | Ranger Wade Harper                       | „The Final Show/Down“                                                 | 2001      |
| Hulk Hogan             | Boomer Knight                            | „Division Street“                                                     | 2001      |
| Francis Capra          | Ace                                      | „Division Street“                                                     | 2001      |
| Ryan Bittle            | Harley                                   | „Reel Rangers“                                                        | 2001      |
| Laura Bailey           | Roberta                                  | „Saturday Night“                                                      | 2001      |
| Mercedes McNab         | Heather Preston                          | „6 Hours“                                                             | 2001      |
| Josh Holloway          | Ben Wiley                                | „Medieval Crimes“                                                     | 2001      |
| Sting                  | Grangus                                  | „Unsafe Speed“                                                        | 2001      |
| Carlos Bernard         | Raoul 'Skull' Hidalgo                    | „Without a Sound“                                                     | 2001      |
| Mitchel Musso          | Josh Whitley                             | „Trial by Fire“                                                       | 2005      |
| Selena Gomez           | Julie                                    | „Trial by Fire“                                                       | 2005      |

## Bezug zu anderen Sendungen
Es wurde ein Crossover zur Serie Martial Law – Der Karate-Cop produziert. Zunächst absolvierte Chuck Norris dort einen Gastauftritt in der Episode Schützenhilfe im Jahr 2000. Im Anschluss war Hauptdarsteller Sammo Hung im gleichen Jahr in der Folge Die große Explosion von Walker, Texas Ranger zu sehen.
Die Serie Sons of Thunder ist ein Ableger von Walker, Texas Ranger. Sie wurde 1999 nach sechs gezeigten Episoden eingestellt.
In der US-amerikanischen Fernseh-Show Late Night with Conan O’Brien wurden lange regelmäßig zusammenhanglose Ausschnitte aus Walker, Texas Ranger zur Belustigung des Publikums gezeigt. Dazu gab es den Walker Texas Ranger Lever, einen Hebel, an dem Conan O’Brien ziehen konnte, um Ausschnitte mit unfreiwillig komischen Momenten aus der Serie einzuspielen.

## Film
Im Jahr 2005 wurde der Fernsehfilm Walker, Texas Ranger: Feuertaufe produziert, der die Serie fortsetzt. Die Regie übernahm Aaron Norris, die Hauptdarsteller der Serie blieben in ihren Rollen.

## Neuauflage
Im Herbst 2019 gab Rideback, CBS Television Studios und Industry Entertainment bekannt, dass es 2020 unter dem Titel Walker auf The CW ein Reboot der Serie gibt. Der Cast besteht in den Hauptrollen aus Jared Padalecki, als Cordell Walker, Keegan Allen als Liam Walker, Mitch Pileggi als Bonham Walker und Lindsey Morgan als Mickie. Die Ausstrahlung begann im Januar 2021.

## Trivia
- In den Vereinigten Staaten wird die letzte Staffel als Season 8 bezeichnet, in Deutschland als Staffel 9. Das liegt an den drei Pilotfolgen: In Deutschland wurden diese als Staffel 1 gezählt, in den Staaten werden die Piloten nicht zu den Staffeln gezählt. Die Season 1 beginnt in den Vereinigten Staaten mit dem ersten Teil Kopfgeldjäger, welcher in Deutschland in der Staffel 2 als Episode 1 lief.[7] Die Anzahl der Episoden ist in beiden Auflistungen gleich.
- Die Season 8 alias Staffel 9 wurde lange Zeit nicht in Deutschland ausgestrahlt. Eine Ausstrahlung erfolgte erst ab dem 24. Februar 2017 bei RTL Crime.[8] Am 8. Juli 2017 erfolgt die Free-TV-Premiere bei RTL Nitro.[9]
- Der Film Feuertaufe wurde bereits auf Pro 7 ausgestrahlt. Die Geschichte beginnt direkt im Anschluss an die letzte Folge 202 der Staffel 9 alias Season 8.[10]

## DVD-Veröffentlichung
Deutschland
- Staffel 1.1 erschien am 12. Oktober 2006
- Staffel 1.2 erschien am 12. Oktober 2006
- Staffel 2.1 erschien am 5. April 2007
- Staffel 2.2 erschien am 5. April 2007
- Gesamtstaffel 1 erschien am 2. Oktober 2014
- Gesamtstaffel 2 erschien am 2. Oktober 2014

Kanada
- Staffel 1 erschien am 13. Juni 2006
- Staffel 2 erschien am 12. April 2007
- Staffel 3 erschien am 10. Januar 2008
- Staffel 4 erschien am 31. Juli 2008
- Staffel 5 erschien am 2. Oktober 2008
- Staffel 6 erschien am 5. März 2009
- Staffel 7 erschien am 3. März 2011
- Staffel 8 erschien am 3. März 2011

Vereinigte Staaten
- Staffel 1 erschien am 12. Oktober 2006
- Staffel 2 erschien am 23. Januar 2007
- Staffel 3 erschien am 12. Juni 2007
- Staffel 4 erschien am 19. Februar 2008
- Staffel 5 erschien am 1. Juli 2008
- Staffel 6 erschien am 13. Januar 2009
- Staffel 7 erschien am 9. März 2010
- Staffel 8 erschien am 14. Juni 2005

Großbritannien
- Staffel 1 erschien am 2. Oktober 2006
- Staffel 2 erschien am 13. Juli 2009

Frankreich
- Staffel 1 erschien am 19. Oktober 2006
- Staffel 2 erschien am 19. April 2007
- Staffel 3 erschien am 1. März 2008
- Staffel 4 erschien am 3. Juli 2008
- Staffel 5 erschien am 21. November 2008
- Staffel 6 erschien am 4. Juni 2009